# Biržai landskommun
Biržų rajono savivaldybė är en kommun i Litauen.   Den ligger i länet Panevėžys län, i den nordöstra delen av landet, 170 km norr om huvudstaden Vilnius. Antalet invånare är 26 479. Arean är 1 476 kvadratkilometer.
Terrängen i Biržų rajono savivaldybė är platt.
Följande samhällen finns i Biržų rajono savivaldybė:
- Biržai